# Staurophora jankowskii
Staurophora jankowskii là một loài bướm đêm trong họ Noctuidae.